# Nolella spinifera
Nolella spinifera är en mossdjursart som beskrevs av Charles Henry O'Donoghue 1924. Nolella spinifera ingår i släktet Nolella, och familjen Nolellidae. Inga underarter finns listade.